# Vochysia splendens
Vochysia splendens är en tvåhjärtbladig växtart som beskrevs av Richard Spruce och Johannes Eugen ius Bülow Warming. Vochysia splendens ingår i släktet Vochysia och familjen Vochysiaceae. Inga underarter finns listade i Catalogue of Life.